# Zeuzeropecten combustus
Zeuzeropecten combustus is een vlinder uit de familie van de Houtboorders (Cossidae). De wetenschappelijke naam van deze soort werd voor het eerst gepubliceerd in 1914 door George Hamilton Kenrick als Duomitus combustus
De soort komt voor in Madagaskar.